# 苦力吐天主堂
苦力吐天主堂位于内蒙古自治区赤峰市翁牛特旗毛山东乡毛山东村，是天主教赤峰教区的一个堂区，已列为内蒙古自治区文物保护单位。
毛山东、苦力吐是天主教最早传入赤峰地区的地方，约在清道光十五年（1835年），在1840年教廷设立蒙古教区之前。苦力吐天主堂建于1880年。1922年分设赤峰教区，主教府最初设在毛山东天主堂。2009年3月，本堂刘树章神父于开始筹建新堂，2012年12月12日竣工，2013年1月28日举行新堂祝圣礼仪，由辽宁教区裴军民主教主持，奉圣伯多禄宗徒为主保，约有1500教友参与典礼。新堂高两层，使用面积950平方米。

## 保护
2023年12月27日，苦力吐天主堂由内蒙古自治区人民政府公布为第六批内蒙古自治区文物保护单位，编号6-3-10。